# Krč Bosiljevski
Krč Bosiljevski – wieś w Chorwacji, w żupanii karlowackiej, w gminie Bosiljevo. W 2011 roku liczyła 27 mieszkańców.